# 南京鳳尾蘚
南京鳳尾蘚（学名：Fissidens adelphinus）为鳳尾蘚科鳳尾蘚屬下的一个种。

## 扩展阅读
- 維基物種上的相關：南京鳳尾蘚